# One Nation Underground (Pearls Before Swine)
| Recensione              | Giudizio        |
| ----------------------- | --------------- |
| AllMusic                | [ 1 ]           |
| Debaser                 | [ 2 ]           |
| Progarchives            | [ 3 ]           |
| Sputnikmusic            | 3.8 (Excellent) |
| Piero Scaruffi          | [ 5 ]           |
| Dizionario del Pop-Rock | [ 6 ]           |
| 24.000 dischi           | [ 7 ]           |

One Nation Underground è il primo album dei Pearls Before Swine, pubblicato dalla ESP Disk Records nel giugno del 1967.

## Tracce

### LP
Lato A
1. Another Time – 3:05 (Tom Rapp)
2. Playmate – 2:17 (Saxie Dowell)
3. Ballad to an Amber Lady – 5:13 (Roger Crissinger, Tom Rapp)
4. (Oh Dear) Miss Morse – 1:52 (Tom Rapp)
5. Drop Out! – 4:07 (Tom Rapp)

Lato B
1. Morning Song – 4:05 (Tom Rapp)
2. Regions of May – 3:25 (Tom Rapp)
3. Uncle John – 2:52 (Tom Rapp)
4. I Shall Not Care – 5:20 (Roman Tombs, Sara Teasdale, Tom Rapp)
5. The Surrealist Waltz – 3:27 (Wayne Lederer, Roger Crissinger)

## Formazione
- Tom Rapp - voce solista (eccetto nel brano: The Surrealist Waltz), chitarre
- Wayne Harley - autoharp, banjo, mandolino, vibrafono, sintetizzatore (audio oscillator), armonie vocali
- Lane Lederer - basso, chitarra, corno inglese, corno (swinehorn), sarangi, celesta, piatto (finger cymbals)
- Lane Lederer - voce solista (solo nel brano: The Surrealist Waltz)
- Roger Crissinger - organo, clavicembalo, sintetizzatore (clavioline)

Ospite
- Warren Smith - batteria, percussioni

Note aggiuntive
- Richard Alderson - produttore, direzione, ingegnere delle registrazioni, mixaggio
- Elmer J. Gordon - co-produttore
- Pearls Before Swine (con l'assistenza di Richard Alderson) - arrangiamenti
- Registrazioni effettuate dal 6 al 9 maggio 1967 al Impact Sound Studios di New York City, New York (Stati Uniti)
- Dettaglio copertina frontale da: The Garden of Delights di Hieronymus Bosch (pittore olandese, 1406-1516), museo del Prado di Madrid
- Quest'album è dedicato a: Circe, St. Matthew, Mike Mossop (Bogota, Colombia) e Dick Summer (WBZ-Boston)[9]